# Minél véresebb
A Minél véresebb (If It Bleeds) Stephen King negyedik kisregénygyűjteménye A remény rabjai (1982), a Titkos ablak, titkos kert (1990) és a Minden sötét, csillag sehol (2010) után, amely 2020-ban jelent meg eredetiben, és ugyanúgy négy kisregényt tartalmaz, mint az előző ilyen jellegű gyűjtemények.

## Tartalom
- Mr. Harrigan telefonja (Mr. Harrigan's Phone)
- Chuck élete (The Life of Chuck)
- Minél véresebb (If It Bleeds)
- A patkány (Rat)

## Magyarul
- Minél véresebb; ford. Pék Zoltán; Európa, Bp., 2021